# Lanna Saunders
Lanna Saunders (New York, 22 december 1941 – Sherman Oaks, 10 maart 2007) was een Amerikaanse actrice, bekend van haar rol in de soapserie "Days of our Lives".

## Loopbaan
Saunders was afkomstig uit een vanuit Oekraïne geëmigreerde acteurfamilie. Haar eerste rol kreeg ze reeds op haar dertiende. Later werd ze een van de eerste leden van het toneelgezelschap de Lincoln Center Company waar ze werd begeleid door de Amerikaanse film- en toneelregisseur Elia Kazan en Robert Whitehead. Onder Kazans leiding trad ze onder meer op in "After The Fall", een toneelstuk van de bekende Amerikaanse toneelschrijver Arthur Miller.
Het was ook op het toneel waar ze haar latere echtgenoot leerde kennen, de acteur Lawrence Pressman, toen ze bezig was met acteren op Broadway. Na diverse rollen te hebben gespeeld kwam ze in 1979 bij de soapserie "Days of our Lives" waarin ze tot 1985 het personage van Marie Horton vertolkte. Tussentijds, in 1981, trad ze als Roz Kraft in de thriller "Body Heat" op.
In 1982 werd er multiple sclerose bij haar vastgesteld waardoor ze drie jaar later haar rol in "Days of our Lives" moest opgeven. Op 65-jarige leeftijd overleed Lanna Saunders aan de gevolgen hiervan.

## Familie
Zij heeft een zoon die ook acteur is, David Pressman. Haar broer Theo Saunders is jazzpianist.
- Gemeinsame Normdatei: 1330688988
- Library of Congress Control Number: n2009076360
- Virtual International Authority File: 103457778
- WorldCat: E39PBJkdhB3XhHptKJbRcdr8YP